# Condino
Condino (Condì o Condin in dialetto locale) è una frazione di 1 489 abitanti del comune di Borgo Chiese, nella provincia di Trento. Fino al 31 dicembre 2015 ha costituito un comune autonomo, prima di fondersi nel nuovo comune assieme ai comuni di Brione e Cimego.

## Geografia fisica

### Territorio
Tipico Borgo Trentino è situato nel fondovalle della Valle del Chiese in cui scorre l'omonimo fiume. La valle del Chiese, con la Val Rendena, la busa di Tione e il Banale-Bleggio-Lomaso forma le Valli Giudicarie.

## Storia
La prima documentazione rintracciabile nell'archivio comunale è del 5 settembre 1221, riguardante la composizione di una lite tra comunità paesane.

Nel 1866 arrivano nel paese i garibaldini (battaglia di Condino).

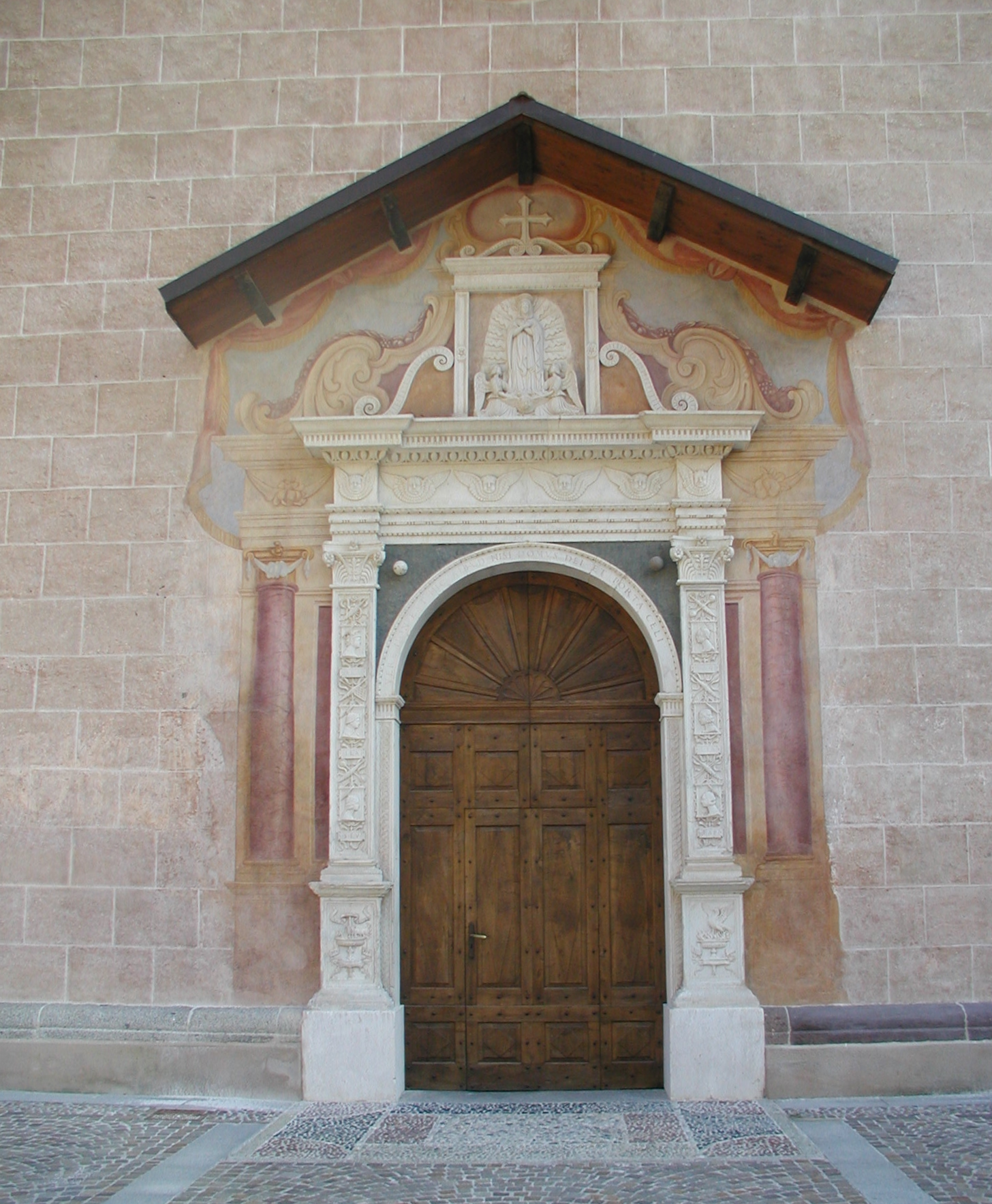
Il portale in marmo di Bondolo della chiesa arcipretale

Per finire poi con le tristi vicende dell'emigrazione, degli “sfollati” della Grande Guerra e degli incidenti della seconda guerra mondiale.

### Simboli
Stemma
Lo stemma comunale era stato riconosciuto con DCG del 22 ottobre 1936.
Gonfalone
Il gonfalone era stato concesso con DPR del 22 dicembre 1949.

## Monumenti e luoghi d'interesse

### Architetture religiose
- Chiesa di Santa Maria Assunta, pieve di Condino edificata tra gli anni 1495 e 1505 su un edificio di culto preesistente di cui esistono documenti che ne datano l'esistenza dal 1192.
- Chiesa di San Lorenzo, con affreschi di Simone II Baschenis.
- Chiesa dei Santi Sebastiano e Rocco.
- Chiesa di San Gregorio Taumaturgo, chiesa con ex convento dei padri cappuccini.

## Società

### Evoluzione demografica
Abitanti censiti

## Cultura

### Cucina
- Polenta carbonera: è una polenta fatta con farina gialla e farina di grano saraceno con aggiunta di salame, burro e diversi tipi di formaggio stagionato.

## Geografia antropica
La circoscrizione territoriale ha subito le seguenti modifiche: nel 1928 aggregazione di territori dei soppressi comuni di Brione, Castel Condino e Cimego; nel 1946 distacco di territori per la ricostituzione dei comuni di Brione (Censimento 1936: pop. res. 253), Castel Condino (Censimento 1936: pop. res. 433) e Cimego (Censimento 1936: pop. res. 559).

## Sport

### Parapendio
Possibilità di decollare dai prati di Malmarone situati a 1 440 metri s.l.m. , esposizione nord-est.
Consigliato decollare solo la mattina.
Diversi prati a fondo valle consentono atterraggi in sicurezza in caso di rinforzi di venti da sud o da nord.

### SpeedFlying
Malmarone (esposizione nord-est) permette decolli in sicurezza anche con vele molto piccole, grazie alla pendenza graduale e continua.
Altro decollo possibile, Cima Rive o Dosso di Avan, molto ripido situato a 2 000 metri s.l.m. al di sopra di Malmarone.
Diversi prati lungo la valle consentono atterraggi in sicurezza in base alle condizioni.
Consigliato decollare la mattina.

### Canyoning
Possibilità di scendere lungo il rio denominato Re màrciol, attrezzato con catene e cordoni, il tutto con una corda da 60m è possibile uscire dal canyon.

### Calcio
La principale squadra di calcio della città è S.S.D. Condinese 1946 Calcio che milita nel girone trentino di Promozione. È nata nel 1946.